# Bolinho de bacalhau
 (mai 2018).
Si vous disposez d'ouvrages ou d'articles de référence ou si vous connaissez des sites web de qualité traitant du thème abordé ici, merci de compléter l'article en donnant les références utiles à sa vérifiabilité et en les liant à la section « Notes et références ».

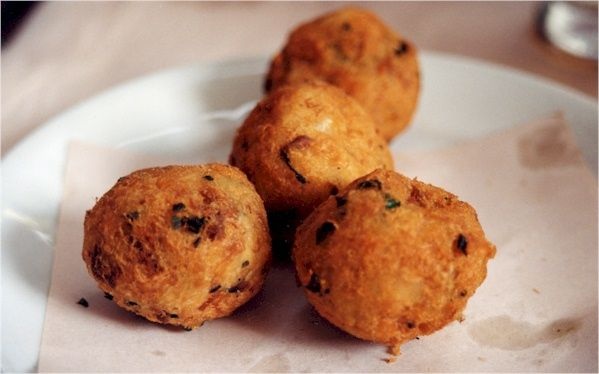
Un plat avec des acras de morue.

Les acras, beignets de morue, bolinhos de bacalhau ou pasteis de bacalhau sont des spécialités  qui peuvent être trouvées dans les régions méditerranéennes.
Ils sont très populaires en France, au Portugal, en Angola et au Brésil. Ils représentent une collation très appréciée dans les restaurants et les caves à vin du Portugal. Dans le centre et le sud du Portugal, on les appelle les pastéis de bacalhau. Alors que dans le nord, ils sont connus sous le nom de bolinhos de bacalhau.

## Histoire
Une des premières recettes officielles des croquettes de morue est celle de Jean-Baptiste Reboul publiée en 1897 dans La Cuisinière provençale. Dans cette recette, la morue désalée et émiettée est melangée à de la purée de patate et des œufs, et des boulettes sont formées puis frites. Au Portugal c'est seulement en 1904 que la recette des bolinhos de bacalao apparait pour la première fois, dans un livre intitulé Tratado de Cozinha e Copa, écrit par Carlos Bandeira de Melo, un officier de l'armée portugaise, sous le pseudonyme de Carlos Bento da Maia.

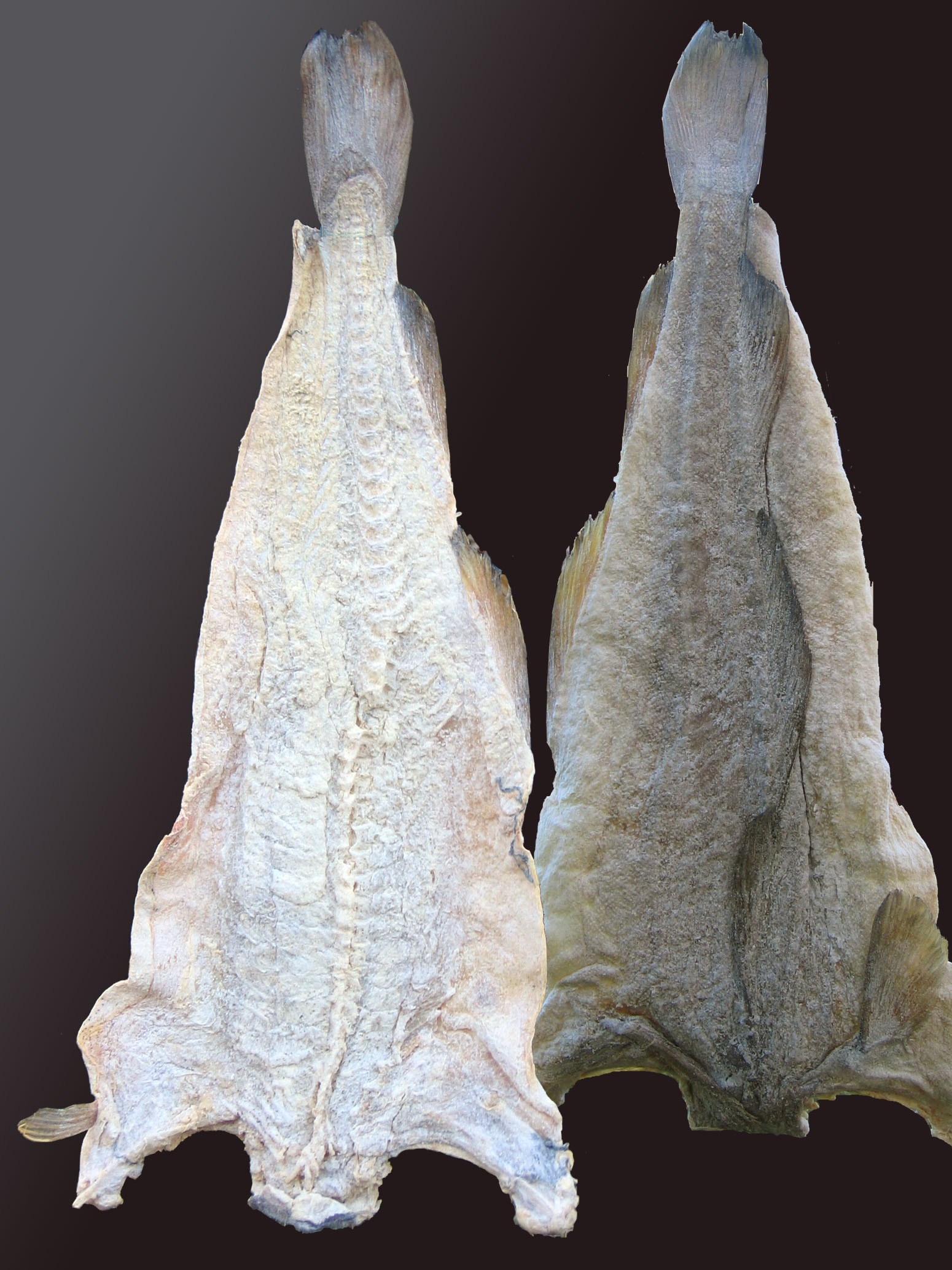
Morue sèche (photo Karl Ragnar Gjertsen).

## Variantes
En France ils font partie de la cuisine provençale et catalane, on trouve également ce beignet sous différentes formes sur la côte atlantique, de la Bretagne au Pays-Basque. Ils font partie depuis longtemps de la grande cuisine française, Escoffier en donne plusieurs recettes dans son ouvrage de 1903, Le Guide culinaire. Sa recette nommée Croquettes à l'américaine se compose de morue, purée de pommes de terre, jaunes d'œufs et de béchamel. Il donne aussi une recette de « beignets à la bénédictine » dans laquelle 2/3 de brandade et 1/3 de purée de patate sont mélangées et formées en croquettes avant d'être passées dans la pâte à frire et frites.
En Catalogne, les acras sont très populaires. Ils ne contiennent pas de piment et ont tendance à être frits dans l'huile d'olive. Les bolinhos de bacalhau sont faits avec de la morue émiettée et sont mélangés à une pâte faite d'eau ou de lait, de farine et d'œufs. On y ajoute également de l'ail, du persil et parfois même de l'oignon haché. On peut les manger à l'apéritif ou pour le goûter, en accompagnement de plats frits. Cette variante faite de pâte de farine est appelée patanisca de bacalhau ou galettes de morue.
Au Brésil, il existe une autre variante qui porte le nom de pastel de bacalhau. Cette appellation correspond à celle utilisée au Portugal et dans les pays africains de langue officielle portugaise pour les acras de morue. Cependant, les deux plats sont légèrement différents. Le pastel de bacalhau est un plat typique brésilien similaire à l'empanada d'Amérique latine. Il se compose de pâte farcie avec de la morue qu'on fait ensuite frire. Cette variante vient d'une recette inventée par des Portugais immigrés installés à São Paulo, au Hocca Bar, situé dans le marché municipal de São Paulo.